# Radoslav Filipović
Radoslav Filipović (szerb cirill átírással: Радослав Филиповић) (Újvidék, 1997. augusztus 19. ― ) szerb válogatott vízilabdázó, a Radnički Kragujevac játékosa kapus poszton.

## Sportpályafutása
2022-ben a Sabač-tól a Novi Bogradhoz igazolt, majd 2023-tól egy idényen át a román bajnokságban szereplő Digi Oradea kapusa volt. A 2024-25-ös idénytől a kragujevaci együttes, a Radnički játékosa.
2017-ben bronzérmet szerzett a junior világbajnokságon. 2024 januárjában mutatkozott be a szerb felnőttválogatottban, első jelentős nemzetközi tornája a Horvátországban rendezett Európa-bajnokság volt melyen a 7. helyen végzett. Még ugyanebben az évben bekerült a dohai világbajnokságra utazó szerb válogatottba is, valamint a párizsi olimpiai keretbe is beválogatták.

## Eredményei

### Klubcsapattal

#### Sabač
- Szerb kupa
  - Ezüstérmes: 2019-20

#### Novi Beograd
- Szerb bajnokság
  - Bajnok: 2022-23
- Szerb kupa
  - Ezüstérmes: 2022-23

### Válogatottal

#### Szerbia
- Európa-bajnokság
  - 7. hely: 2024
- Világbajnokság
  - 6. hely: 2024